# جيمس ماكسويل باردين
جيمس ماكسويل باردين (بالإنجليزية: James M. Bardeen)‏ (ولد في 9 مايو 1939) هو فيزيائي أمريكي، اشتهر لعمله على النسبية العامة، خصوصاً دوره في صياغة «قوانين ميكانيكا الثقب الأسود.» كما أنه اكتشف أيضاً «فراغ باردين» وهو حل دقيق لمعادلات أينشتاين للمجال.
تخرج باردين من جامعة هارفرد عام 1960 وحصل على الدكتوراه من معهد كاليفورنيا للتقنية تحت إشراف ريتشارد فاينمان. وهو أستاذ فخري بالفيزياء في جامعة واشنطن في سياتل، وزميل أبحاث زائر

## وصلات خارجية
- بحث عن جيمس ماكسويل باردين على جوجل سكولار